# Muggia
Muggia är en ort och kommun i regionen Friuli-Venezia Giulia i Italien och tillhörde tidigare även provinsen Trieste som upphörde 2017. Kommunen hade 13 062 invånare 2018.